# Cesare Nebbia
Cesare Nebbia (Orvieto, 1536 – 1614) è stato un pittore italiano manierista attivo soprattutto nell'Italia centrale.

## Biografia

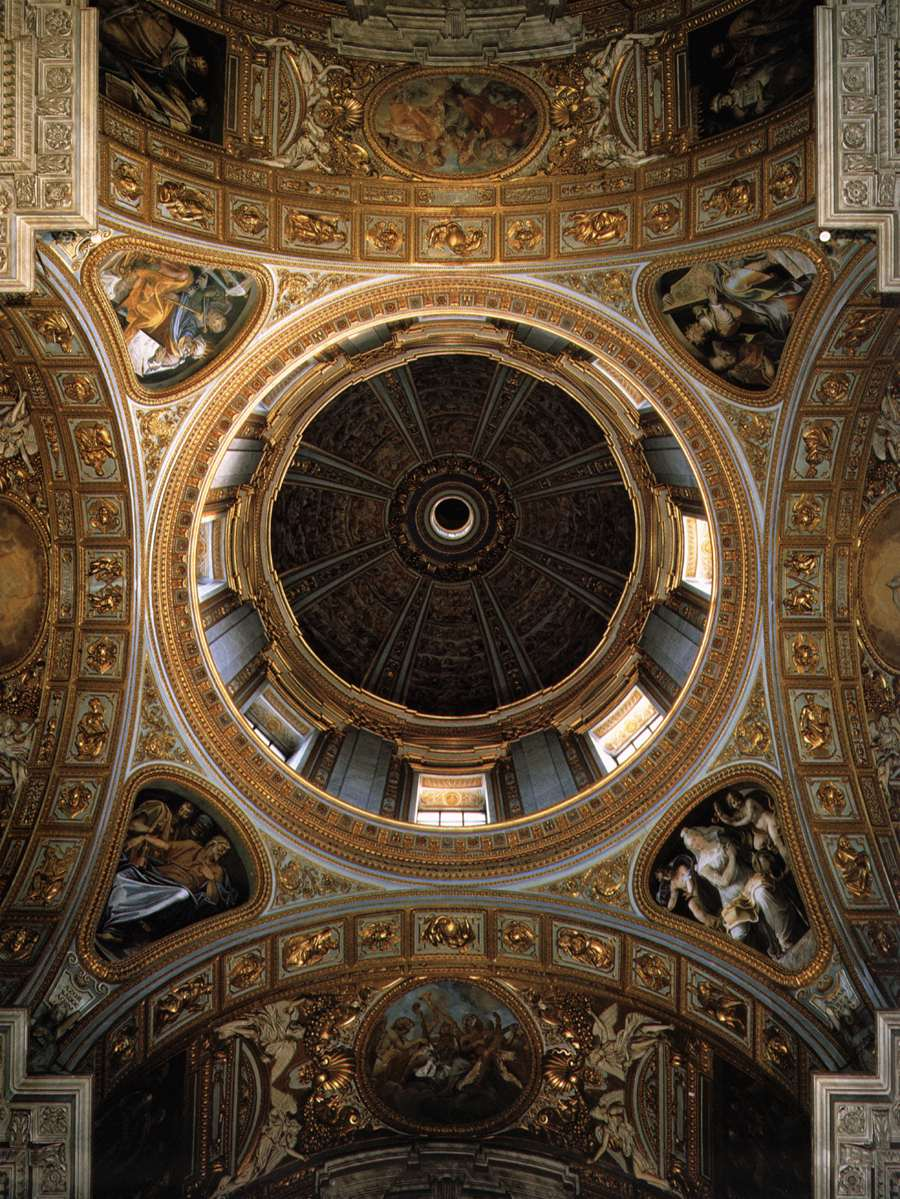
Le decorazioni della cupola della cappella Sistina nella Basilica di Santa Maria Maggiore.

Fu allievo di Girolamo Muziano e mentre era ancora apprendista aiutò a completare le decorazioni aggiunte alla Cattedrale di Orvieto negli anni sessanta del 1500. Quasi tutto il resto dei lavori che realizzò in Orvieto sono tuttora conservati nel Museo dell'Opera del Duomo.
Successivamente Nebbia e Muziano furono attivi in molti dei principali progetti del tardo XVI secolo a Roma. Seguendo una «prassi consolidata nella bottega di Muziano»  è del 1579 il contratto sottoscritto  per la decorazione della cappella del Vescovo Marc'Antonio Florenzi in San Silvestro al Quirinale, realizzata insieme a Ludovico Scalza per quanto riguardava gli stucchi, di cui il responsabile della scelta e dell’operato degli artisti rimaneva comunque il Muziano. Un loro assistente, Giovanni Guerra, decorò la Cappella gregoriana nella Basilica di San Pietro durante il papato di Gregorio XIII (1572-1585). Altri pittori manieristi coinvolti nell'impresa erano Taddeo e Federico Zuccari, Niccolò Circignani e Hendrick van den Broeck (detto Arrigo Fiammingo).
Sempre a Cesare Nebbia sono state attribuite le decorazioni degli affreschi di Palazzo Simonelli a Torre San Severo (nei pressi di Orvieto). Nel 1576 egli dipinse una Resurrezione di Lazzaro per la Chiesa di Santa Maria dei Servi a Città della Pieve.
Durante il papato di Sisto V (1585-1590) Nebbia e Guerra lavorarono insieme alla decorazione ad affresco delle due maggiori opere commissionate dal papato: la costruzione e decorazione della Cappella Sistina nella Basilica di Santa Maria Maggiore e i lavori di restauro della Scala Santa e della Cappella di San Lorenzo in posizione adiacente al palazzo Laterano e alla chiesa di San Giovanni in Laterano.
La Cappella Sistina di Santa Maria Maggiore del 1586, destinata a diventare cappella funebre per papa Sisto V, fu costruita su quelle che si supponeva fossero le reliquie del "presepe", e non deve essere confusa con l'assai più famosa Cappella Sistina nel Palazzo Apostolico in Vaticano.
In riferimento a questo progetto Baglione ci riporta secondo la tradizione un elenco di dieci pittori attivi nella decorazione ad affresco: Hendrick van den Broek, Angelo da Orvieto, Ercolino da Bologna, Salvatore Fontana, Lattanzio Mainardi, Ferdinando Sermei, Giacomo Stella, Giovanni Battista Pozzo, e Paris Nogari. A questi è stato aggiunto il nome di Girolamo Nanni. La decorazione della chiesa e quella della cappella che contiene le reliquie della Natività (la mangiatoia del Presepe originale) mostrano scene della vita della Vergine. 
Il progetto della Scala Santa comprendeva un insieme variegato di strutture, ed era costituito da cinque scalinate parallele che portavano ad un corridoio comune sul quale si aprivano le cappelle; la cappella centrale era la cappella papale privata di San Lorenzo nonché il Sancta Sanctorum del gotico Palazzo Laterano, e al suo interno erano conservate numerose reliquie inclusa l'icona del Santissimo Salvatore Acheiropoieton (fatto senza mani). Si raccontava che le scalinate fossero quelle del palazzo di Pilato a Gerusalemme. Per gli affreschi fu impiegato anche un secondo gruppo di artisti in aggiunta che comprendeva lo stesso Giovanni Baglione, Stella, G.B. Pozzo, Nogari, ma anche Prospero Orsi, Ferraù Fenzoni, Paul Bril, Paolo Guidotti, Giovanni Battista Ricci, Cesaro Torelli, Antonio Vivarini, Andrea Lilio, Cesare e Vicenzo Conti, Baldassare Croce, Ventura Salimbeni e Antonio Scalvati. Per questi affreschi esistono molti schizzi preparatori di Nebbia.
Cesare Nebbia contribuì anche alle pitture delle gallerie della Biblioteca Vaticana, compreso il soffitto della Galleria delle Mappe. Sotto Clemente VIII progettò mosaici sospesi di Matteo e Marco per la Basilica di San Pietro. Dipinse anche una Crocifissione per la Cappella Borghese a Trinità dei Monti, una Resurrezione per San Giacomo degli Spagnoli e un'Incoronazione della Vergine per Santa Maria dei Monti.
Al seguito del Bertoja, Federico Zuccari e altri partecipò alla realizzazione degli affreschi sulle pareti dell'Oratorio del Gonfalone a Roma. Contribuì anche alla decorazione dell'Oratorio del Santissimo Crocifisso.

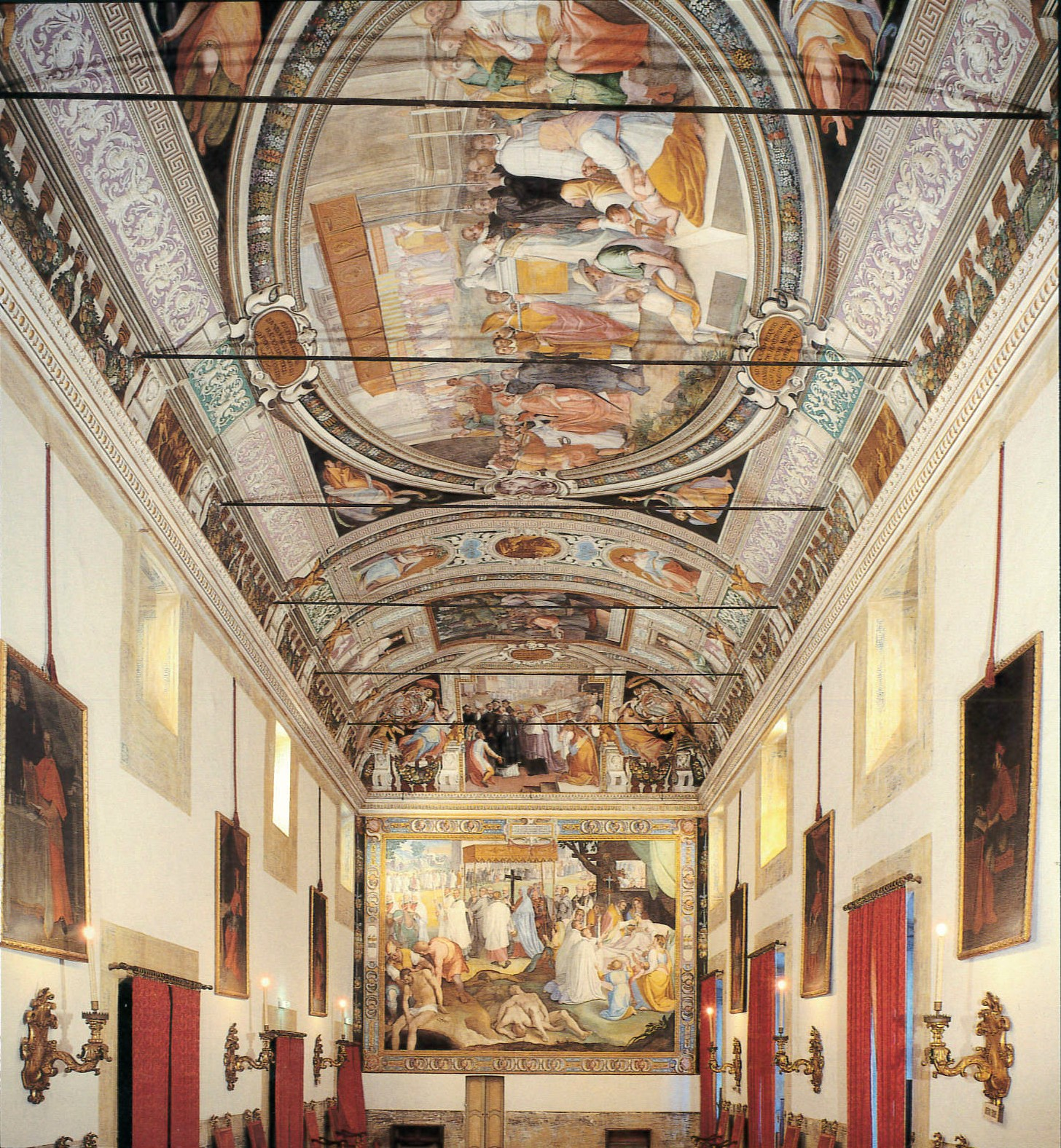
Gli affreschi, realizzati insieme a Federico Zuccari, del salone del collegio Borromeo, Pavia.

Negli anni 1603-1604 si trasferì a Milano dove lavorò per Federigo Borromeo realizzando una serie di affreschi che avevano per soggetto la vita di San Carlo Borromeo destinati a varie collocazioni, fra cui l'Almo Collegio Borromeo a Pavia, la collegiata di Arona e il Palazzo Borromeo sull'Isola Bella (Lago Maggiore).
Fu principe dell'Accademia di San Luca nel 1597.